# Жуана Рібейру
Жуана Рібейру (порт. Joana Isabel de Alvim Ribeiro; нар. 25 березня 1992 року, Лісабон, Португалія) — португальська акторка та модель.

## Біографія
Жуана Рібейру народилася 25 березня 1992 року у Лісабоні. Почала свій творчий шлях на португальському телебаченні. Після успішного дебюту у португальських серіалах Рібейру стала брати участь у кінематографічних проєктах («Чорний зошит» (2018), «Нескінченність» (2020)). У 2016 році акторка дебютувала на театральній сцені.

## Вибіркова фільмографія
- Чорний зошит (2018)
- Чоловік, який вбив Дон Кіхота (2018)
- Нескінченність (2021)